# De Jonge (geslacht)

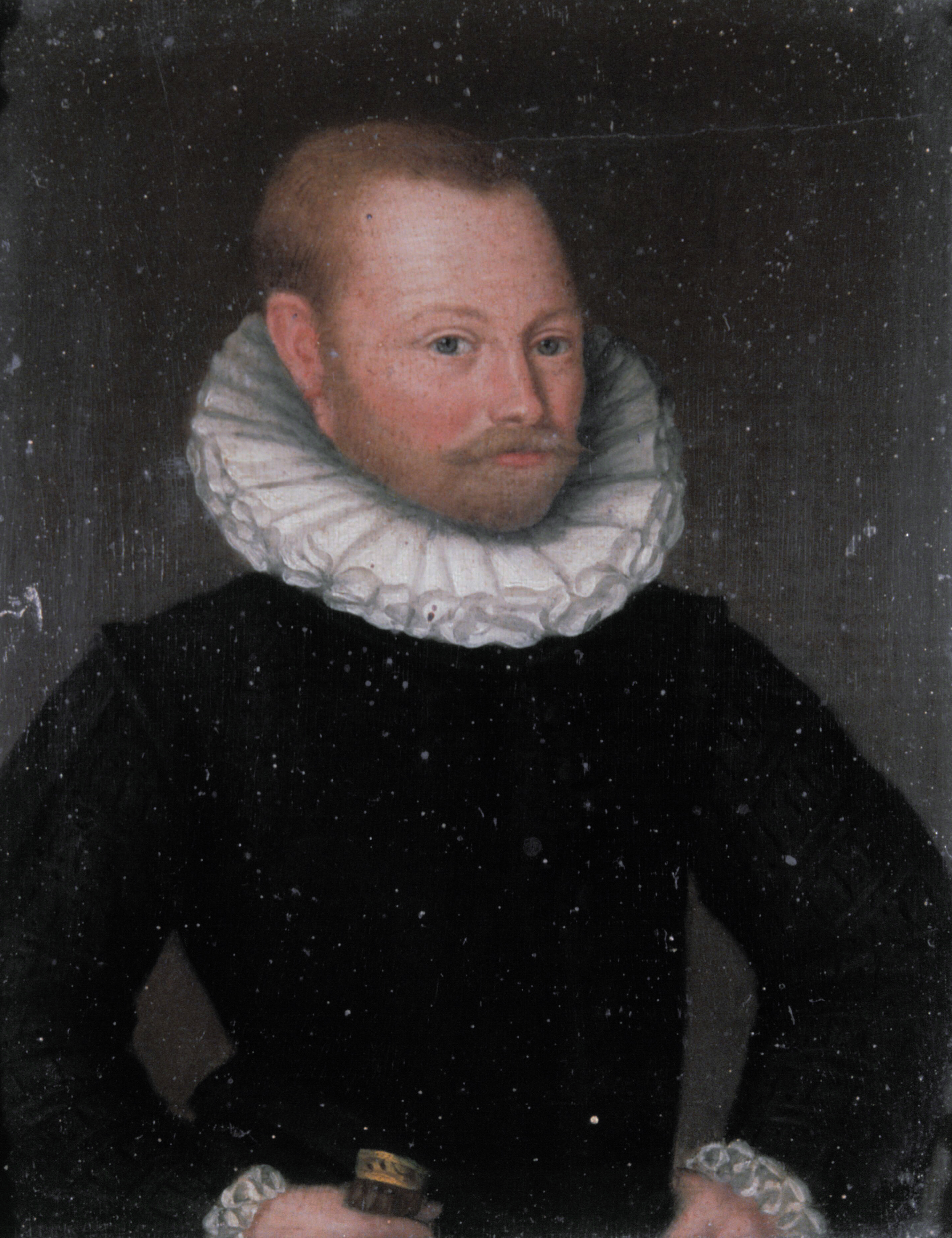
Jan Anthonisse de Jonge (1546-1617)

Wapen tak De Jonge van Campens Nieuwland (1988)

De Jonge (ook: Evertsen de Jonge, De Jonge van Buttingen, De Jonge van Campens Nieuwland, De Jonge van Ellemeet en De Jonge van Zwijnsbergen) is de naam van een oorspronkelijk uit Zeeland afkomstige Nederlandse adellijke familie. 

## Geschiedenis
De stamreeks begint met Jan Lievensz, in 1474 schepen en in 1479 burgemeester van Zierikzee. Als stamvader van de familie De Jonge kan Jan Jan Anthonisse de Jonge, heer van Haamstede (1546-1617) worden beschouwd. Hij was de eerste persoon in de familie die de naam De Jonge droeg; zijn vader was Jan Anthonisz de Oude. Een broer van Jan Jan Anthonisse de Jonge was Hubrecht Jan Anthonisse gezegd Steengracht, de stamvader van de (eveneens in 1814 erkende) adellijke familie Steengracht. Een derde broer, Ocker Jan Anthonisse, was de stamvader van de familie Ockersse. In de voorbije eeuwen werden geregeld huwelijken gesloten tussen leden van de families De Jonge, Steengracht en Ockerse.
Vanaf de stamvader in de 15e eeuw tot in de 20e eeuw vervulden leden van het geslacht bestuursfuncties in Zierikzee, Middelburg of Zeeland. Het was op basis van deze Zeeuwse regentenstatus dat leden in de 19e eeuw werden opgenomen in de Nederlandse adel.
Willem Adriaan de Jonge, heer van Campensnieuwland (1763-1835) werd in 1814 erkend onder de edelen van Zeeland. François Clement de Jonge (1766-1834), Marinus Bonifacius Willem de Jonge van Zwijnsbergen (1790-1864) en mr. Willem Cornelis Mary de Jonge van Ellemeet werden in respectievelijk 1821, 1825 en 1884 verheven in de Nederlandse adel, met het predicaat jonkheer.

## Enkele telgen
- Jan Jan Anthonisse de Jonge, heer van Haamstede, Oosterland en Sir Jansland of Klein Dreischor (1546-1617), raad, schepen, burgemeester en thesaurier van Zierikzee
  - Bonifacius de Jonge, heer van Oosterland, Sir Jansland en Oostersteyn (1567-1625), raadpensionaris van Zeeland
  - Job de Jonge (1594-1673), raad, schepen en burgemeester van Zierikzee
    - Marinus de Jonge (1622-1688), burgemeester en thesaurier van Zierikzee
      - Dr. Marinus de Jonge (1651-1721), stadsgeneesheer en schepen te Zierikzee
        - Marinus de Jonge (1687-1770), kolonel titulair
          - Marinus Jan de Jonge (1730-1783), raad, schepen en burgemeester van Zierikzee
            - Jhr. mr. Willem Adriaan de Jonge, heer van Campensnieuwland (1763-1835), raad en burgemeester van Zierikzee
              - Jhr. mr. Marinus Willem de Jonge van Campensnieuwland, heer van Campensnieuwland  (1786-1858), politicus; trouwde in 1812 met Magdalena Maria Evertsen, vrouwe van Campensnieuwland (1792-1872)
                - Jhr. mr. Willem Cornelis Carel Evertsen de Jonge (1814-1863), advocaat

              - Jhr. dr. Bonifacius de Jonge (1787-1854), hoogleraar
                - Jhr. Willem Hendrik de Jonge, heer van Campensnieuwland (1821-1874), stamvader van de tak De Jonge van Campensnieuwland
                  - Jhr. Bonifacius de Jonge, heer van Campens Nieuwland (1860-1931)
                    - Jhr. Job de Jonge, heer van Campens Nieuwland (1905-1968); nageslacht van hem verkreeg in 1980 de dubbele geslachtsnaam De Jonge van Campens Nieuwland
                      - Jhr. Job de Jonge van Campens Nieuwland, heer van Campens Nieuwland (1935-2014)

                - Jhr. mr. Marinus Willem Cornelis de Jonge (1838-1902), officier van justitie
                  - Jkvr. Eva Maria Alida de Jonge (1872-1951), beeldend kunstenaar
                  - Jhr. mr. Bonifacius de Jonge (1874-1933), advocaat en wethouder van Zutphen
                    - Jhr. mr. Marinus Willem Cornelis de Jonge (1911-2001), advocaat
                    - Jhr. mr. Willem Hendrik de Jonge (1917-2008), advocaat

                  - Jhr. ir. Johan Maurits de Jonge (1884-1968)
                    - Jhr. mr. Marinus Willem Cornelis de Jonge (1911-2012), beroepsmilitair
                      - Jhr. Jan Harmen de Jonge (1952), beroepsmilitair

                    - Jhr. mr. Ernst Willem de Jonge (1914-1944), Olympisch roeier en verzetsstrijder

                  - Jhr. mr. Carel Claudius de Jonge (1887-1963), burgemeester

              - Jhr. Karel Willem de Jonge (1789-1852), wethouder en secretaris van Zierikzee
                - Jhr. mr. Caspar de Jonge (1826-1888), gemeentesecretaris en gemeenteraadslid van Middelburg, raadsheer bij de Hoge Raad
                  - Jhr. Willem Caspar de Jonge (1866-1925), Tweede Kamerlid en Eerste Kamerlid
                  - Jhr. Martinus de Jonge (1859-1942), secretaris-generaal van het Ministerie van Financiën

              - Jhr. mr. Johannes Cornelis de Jonge (1793-1853), rijksarchivaris
                - Jhr. mr. Johan Karel Jakob de Jonge (1828-1880), historicus en archivaris
                - Jhr. mr. Bonifacius Cornelis de Jonge (1834-1907), raadsheer bij de Hoge Raad
                  - Jhr. mr. Johan Antoni de Jonge (1864-1927), advocaat en kunstschilder
                  - Jhr. mr. Bonifacius Cornelis de Jonge (1875-1958), minister en gouverneur-generaal van Nederlands-Indië

              - Jhr. Willem Dignus de Jonge (1795-1864), lid gemeenteraad en wethouder van Zierikzee
                - Jhr. Johan Louis de Jonge (1826-1887), Tweede Kamerlid
                - Jhr. mr. Willem Adriaan de Jonge (1847-1890), jurist
                  - Jkvr. dr. Caroline Henriette de Jonge (1886-1972), kunsthistoricus en directeur Centraal Museum

            - Jhr. dr. mr. François Clement de Jonge (1766-1834), Tweede Kamerlid en Eerste Kamerlid; trouwde in 1791 met Dana Magdalena van Visvliet (1768-1843), dochter van mr. Marinus van Visvliet, heer van Buttingen en Zandvoort (1735 (?)-1799)
              - Jhr. Meinhardd Pieter de Jonge, heer van Buttingen en Zandvoort (1794-1865), kapitein; zijn drie kinderen droegen de geslachtsnaam De Jonge van Buttingen
                - Jkvr. Aimée Caroline Adolphine de Jonge van Buttingen, vrouwe van Buttingen en Zandvoort (1837-1915), schrijfster

          - Willem de Jonge, heer van Ellemeet en Elkerzee (1735-1806), stamvader van de huidige tak De Jonge van Ellemeet
            - Mr. Marinus de Jonge, heer van Ellemeet en Elkerzee (1774-1824), maire van Sint-Maartensdijk, lid Grote Vergadering van Notabelen
              - Jhr. mr. Willem Cornelis Mary de Jonge van Ellemeet (1811-1888), heer van Ellemeet en Elkerzee, politicus 
                - Jhr. Marinus Willem de Jonge van Ellemeet (1844-1918), burgemeester van Oostkapelle
                - Jhr. mr. Jan Willem Claude de Jonge van Ellemeet (1846-1920), rechter te Zierikzee
                  - Jhr .Willem Cornelis Mary de Jonge van Ellemeet (1878-1963), generaal-majoor, adjudant van de koningin
                    - Jhr. Willem Cornelis Mary de Jonge van Ellemeet (1914-2009), viceadmiraal en Commandant der Zeemacht
                      - Jhr. drs. Bonifacius Marinus de Jonge van Ellemeet (1948)
                        - Jkvr. drs. Corinne Elisabeth de Jonge van Ellemeet (1976), lid van de Tweede Kamer onder de naam Corinne Ellemeet

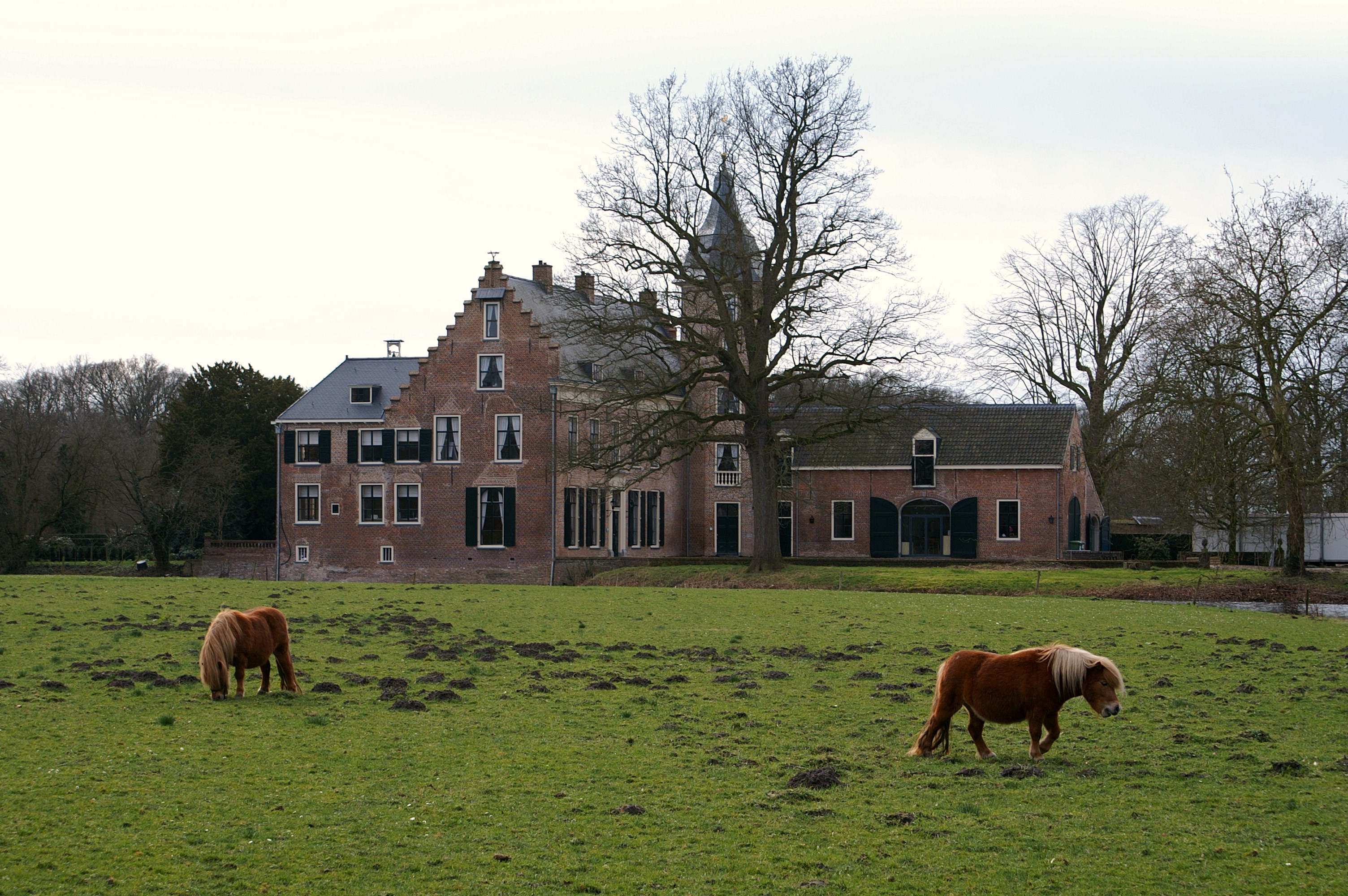
Kasteel Zwijnsbergen

- Cornelis de Jonge (1699-1774), weesmeester en kerkmeester van Zierikzee

- Marinus Bonifacius de Jonge (1736-1773), burgemeester, weesmeester en thesaurier van Zierikzee

- Jhr. François Andries de Jonge (1765-1833), pensionaris en schepen van Zierikzee

- Jhr. Marinus Bonifacius de Jonge van Zwijnsbergen, heer van Dreischor en Zwijnsbergen (1790-1864), schout en burgemeester van Helvoirt, stamvader van de tak De Jonge van Zwijnsbergen

- Jhr. mr. Joan de Jonge van Zwijnsbergen, heer van Zwijnsbergen (1821-1881)

- Jhr. Marinus Bonifacius Willem de Jonge van Zwijnsbergen, heer van Zwijnsbergen (tot 1905) (1852-1916)

- Jhr. Willem Godfried de Jonge van Zwijnsbergen, heer van Dreischor (1838-1887), majoor-commandant Dienstdoende schutterij

- Jkvr. Aurelia Adriana de Jonge van Zwijnsbergen, vrouwe van Dreischor (1867-1963)

- Jacob de Jonge, heer van Ellemeet en Elkerzee (1610-1650), getrouwd met Magdalena Briels

- Cornelis de Jonge van Ellemeet (1646-1721), pensionaris